# Estação Bastille
Bastille é uma estação das linhas 1, 5 e 8 do Metrô de Paris, localizada no limite do 4.º, do 11.º e do 12.º arrondissements de Paris. Em 2004, ela foi a nona estação mais frequentada da rede, com 13,04 milhões de entradas diretas.

## Localização
A estação está localizada na place de la Bastille, as plataformas sendo estabelecidas:
- na linha 1, ao sul da praça, no exterior acima do Canal Saint-Martin (entre as estações Saint-Paul e Gare de Lyon);
- na linha 5, a oeste da praça entre o boulevard Richard-Lenoir e o boulevard Bourdon (entre as estações Bréguet - Sabin e Quai de la Rapée sem contar a estação fantasma Arsenal);
- na linha 8, ao norte da praça entre o boulevard Beaumarchais e a rue du Faubourg-Saint-Antoine (entre as estações Chemin Vert e Ledru-Rollin).

## História

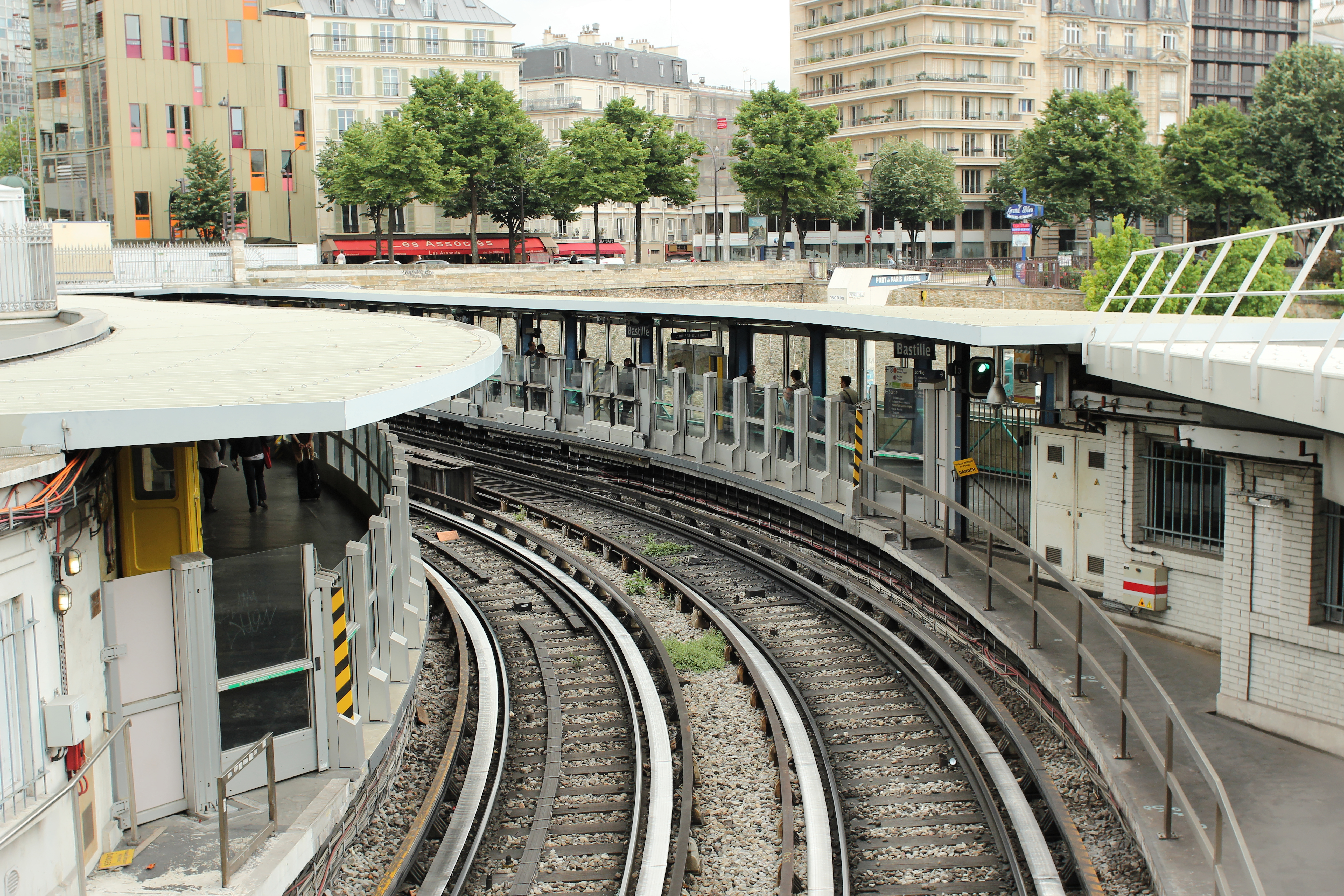
A estação elevada Bastille é uma das poucas partes elevadas da linha 1.

A estação foi inaugurada em 19 de julho de 1900 com a entrada em serviço do primeiro trecho da linha 1 entre Porte de Vincennes e Porte Maillot. Ela está estabelecida acima do Canal Saint-Martin para evitar as fundações da Coluna de Julho. Em 17 de dezembro de 1906 foram inauguradas as plataformas da linha 5. Em 5 de maio de 1931 foram inauguradas as plataformas da linha 8.
Ela tira sua denominação da Place de la Bastille que ela serve, um lugar simbólico da Revolução Francesa, onde a antiga fortaleza da Bastilha foi destruída entre 14 de julho de 1789 e 14 de julho de 1790.
As plataformas da linha 1 foram elevadas como parte de sua automatização integral. Elas foram as últimas a ter portas de plataforma, em abril de 2011, devido à dificuldade técnica que constituía a curva acentuada na extremidade ocidental.
Em 2011, 12 517 181 passageiros entraram nesta estação. Ela viu entrar 13 706 765 passageiros em 2013 o que a coloca na 11ª posição das estações de metrô por sua frequência.

## Serviços aos Passageiros

### Acessos
A estação possui oito acessos:
- Boulevard Henri-IV ornado com um Totem Inox;
- Boulevard Bourdon;
- Rue de Lyon ornado com um Totem Inox;
- Boulevard de la Bastille;
- Opéra Bastille;
- Jardin du Bassin de l'Arsenal;
- Hôpital des Quinze-Vingts;
- Rue de la Roquette ornado com um mastro Dervaux
- Rue du Faubourg-Saint-Antoine.

### Plataformas

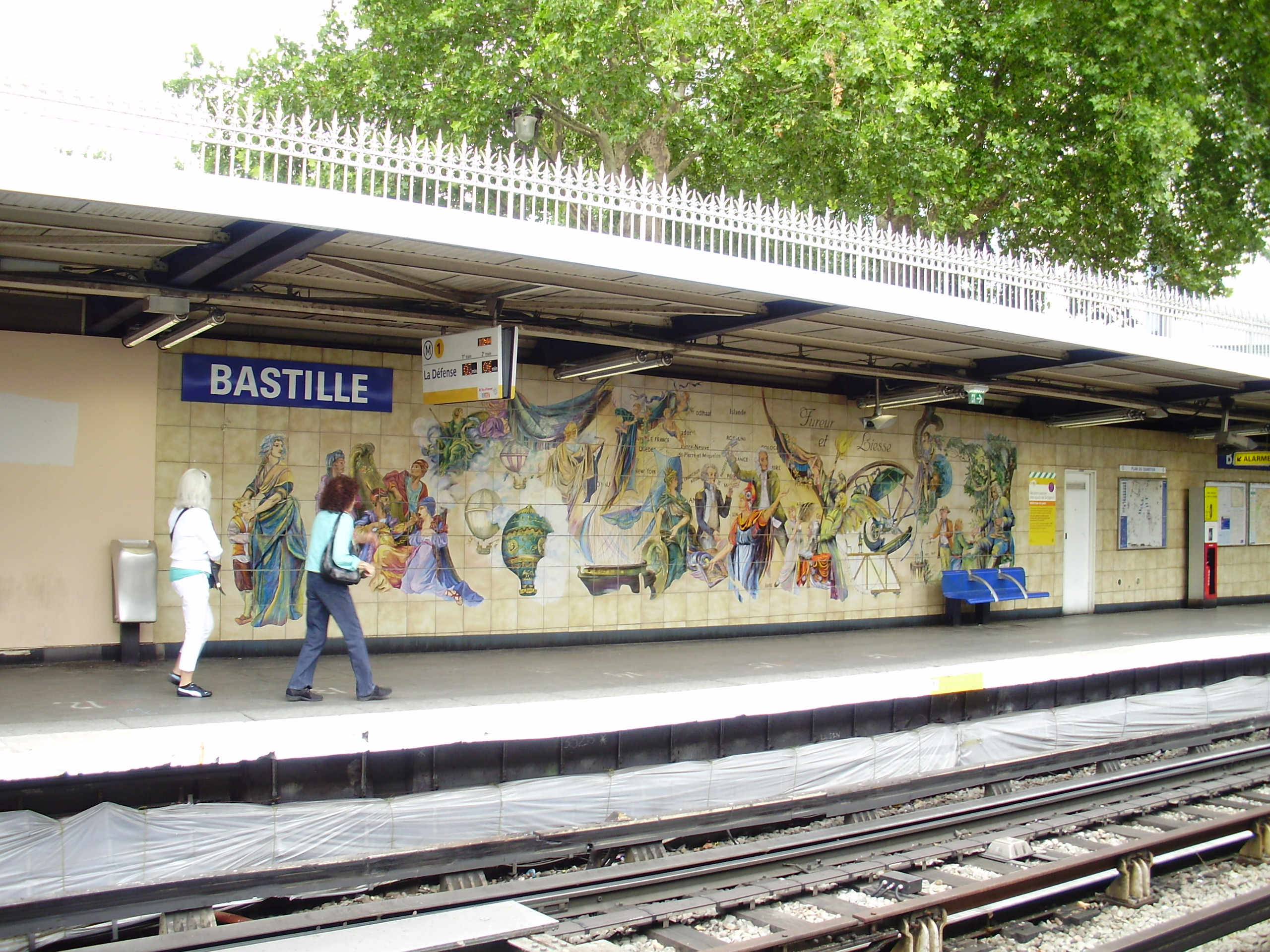
Afresco histórico na linha 1.

As plataformas das três linhas são de configuração padrão: duas plataformas laterais por linha, elas são separadas pelas vias do metrô, situadas ao centro.
As plataformas da linha 1 são, em si, muito especial em mais de um sentido: a estação desta linha é definida em uma curva e uma contra-curva muito apertadas, em parte subterrânea e elevada, esta última estando em viaduto sobre o canal Saint-Martin que, neste lugar, passa do subterrâneo ao ar livre. Finalmente, as vias e as plataformas estão em parte em uma inclinação. O teto da parte subterrânea, estabelecida na superfície, consiste em um tabuleiro metálico, onde as vigas, de cor prateada, são suportadas por pés-direitos verticais. A decoração destes pés-direitos e dos tímpanos é "cultural" em referência à Revolução Francesa graças a uma cerâmica única criada por Liliane Belembert e Odile Jacquot em maio de 1989. Uma parte deste afresco foi substituída por uma exibição de plástico na automatização da linha por ocasião desta operação (plataforma La Défense). A parte elevada da plataforma Château de Vincennes tem janelas de vidro permitindo se ter uma vista para o canal Saint-Martin. As telhas de cerâmica brancas biseladas recobrem unicamente as saídas dos corredores. O nome da estação é na fonte Parisine em placa esmaltada. As plataformas não têm assentos ou quadros publicitários. Elas são equipados com portas de plataforma.
As plataformas da linha 5 são subterrâneas e possuem uma abóbada elíptica. A decoração é do estilo usado pela maioria das estações de metrô: a faixa de iluminação é branca e arredondada no estilo "Gaudin" da renovação do metrô da década de 2000, e as telhas em cerâmica branca biseladas recobrem a abóbada, os pés-direitos, os tímpanos e as saídas dos corredores. Os quadros publicitários são em cerâmica branca e o nome da estação é em fonte Parisine em placas esmaltadas. Os assentos são do estilo "Akiko", de cor bordô. Fundações de uma dos muros da contraescarpa da antiga prisão da Bastilha, descobertos durante a construção da linha em 1905, são visíveis na plataforma Bobigny. As linhas metálicas traçadas no solo marcam os contornos do edifício nas duas plataformas. A estação também apresenta diversas vistas da antiga fortaleza.
As plataformas da linha 8 são também subterrâneas com abóbada elíptica. Eles são organizadas no estilo "Andreu-Motte" com uma rampa luminosa e assentos "Motte" laranjas e bancos e saídas dos corredores em telhas planas marrons. Estas instalações são casados com as telhas planas brancas equipando a abóbada, os pés-direitos e os tímpanos, fazendo desta estação uma das poucas a ter o estilo "Andreu-Motte" preservado. Os quadros publicitários são metálicos e o nome da estação é em fonte Parisine em placas esmaltadas. A estação no entanto se distingue da parte baixa de seus pés-direitos que é vertical e não elíptica.

### Intermodalidade
A estação é servida pelas linhas 20, 29, 65, 69, 76, 86, 87 e 91 da rede de ônibus RATP bem como por uma linha de vocação turística OpenTour. À noite, ela é servida pelas linhas N01, N02, N11, N16 e N144 da rede de ônibus Noctilien.

## Pontos turísticos
- Ópera da Bastilha, construída no local da antiga Gare de la Bastille[5]
- Praça da Bastilha
- Porto do Arsenal
- Coulée verte René-Dumont
- Coluna de Julho
- Um vestígio da Bastilha está integrado no muro da estação da linha 5.
- Afresco da tomada da Bastilha
- Placa indicando o local da antiga Torre da Liberdade da Bastilha, no túnel da linha 1 antes da chegada na estação depois de Saint-Paul.
- Cinema Majestic Bastille

## Galeria de fotografias

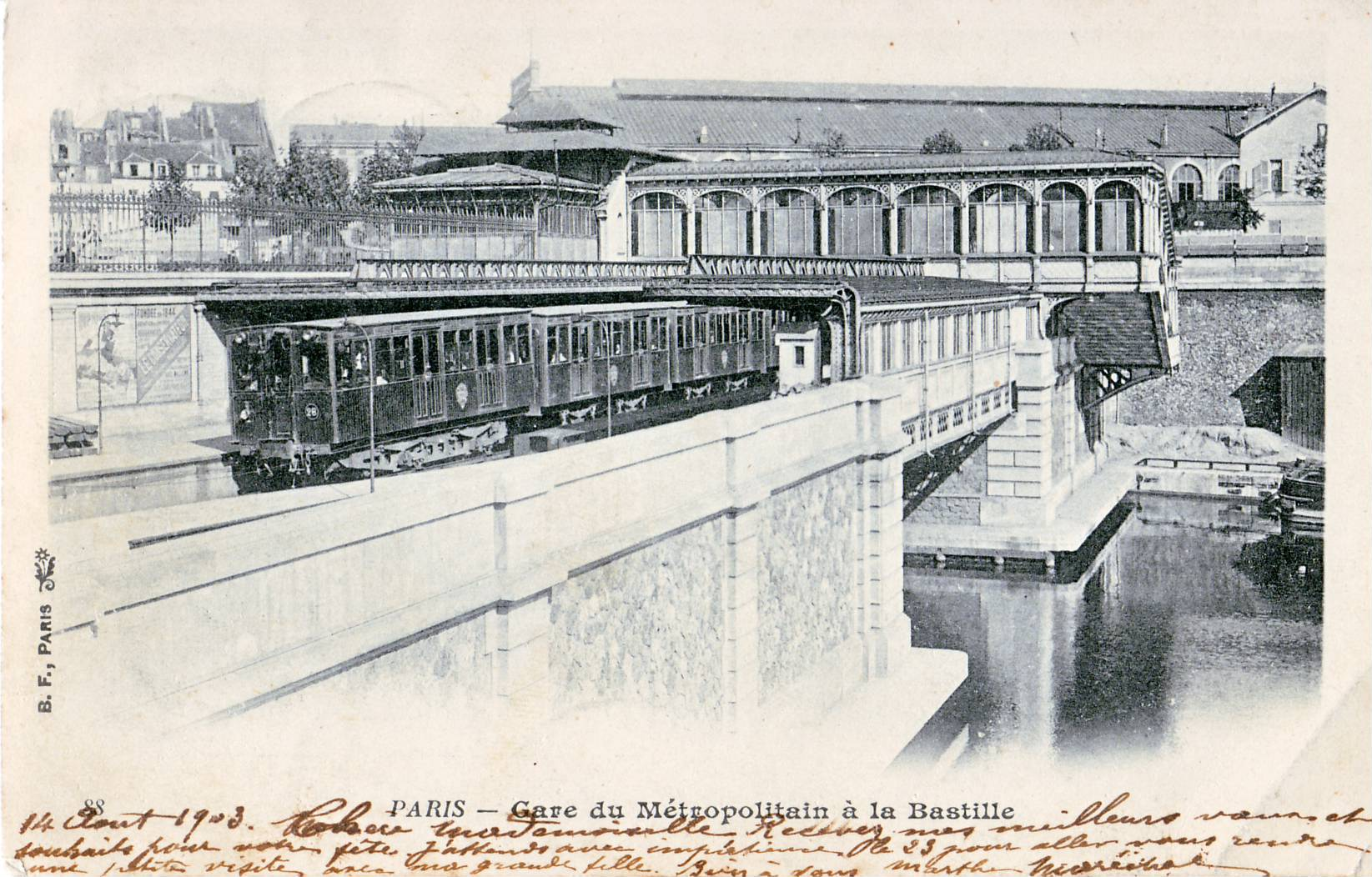
Estação da linha 1, em 1903, na extremidade do canal Saint-Martin. Ao fundo: telhado da antiga Gare de la Bastille.
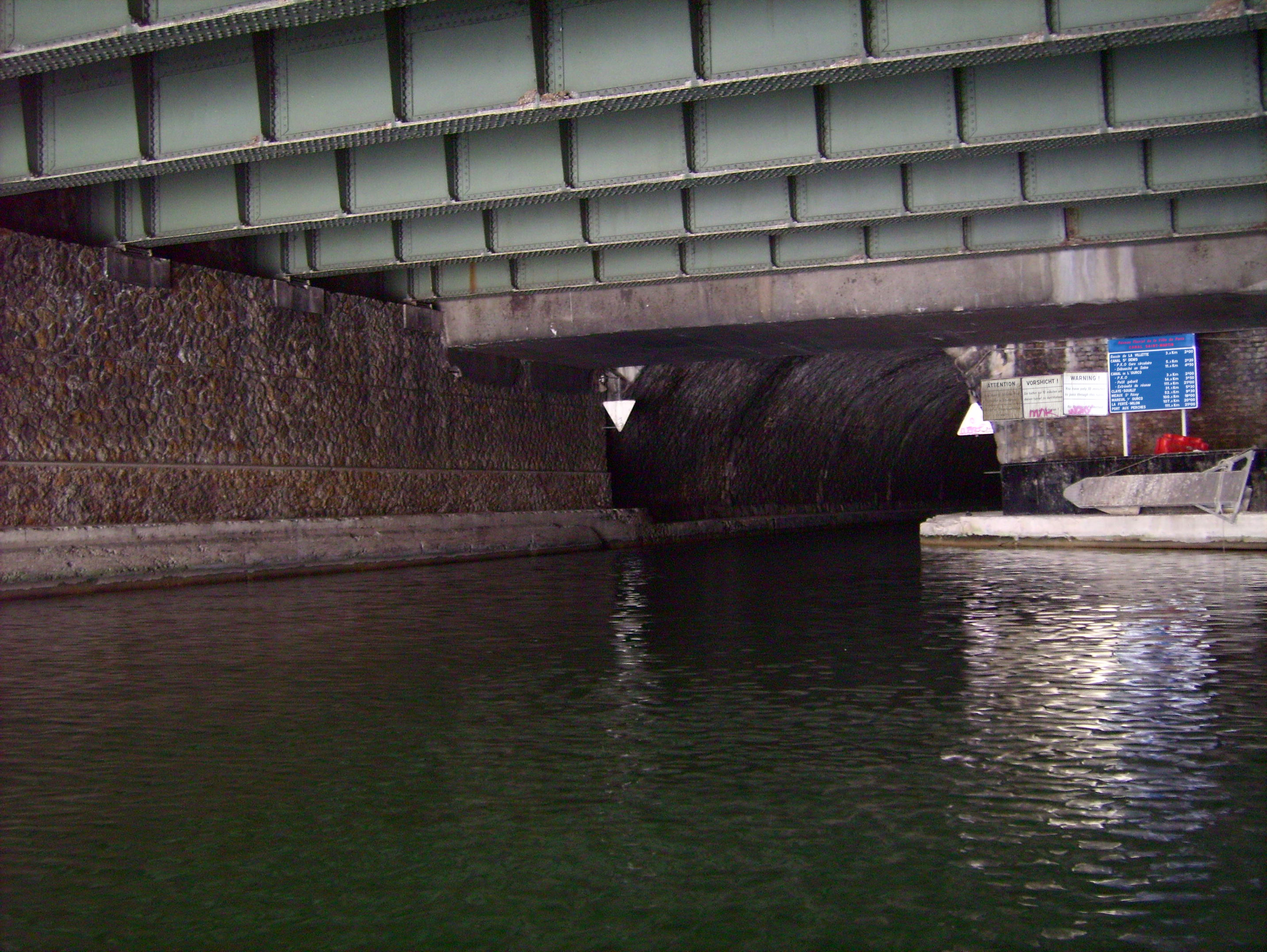
Em primeiro plano, a estrutura metálica das plataformas da linha 1 situadas acima do canal Saint-Martin.
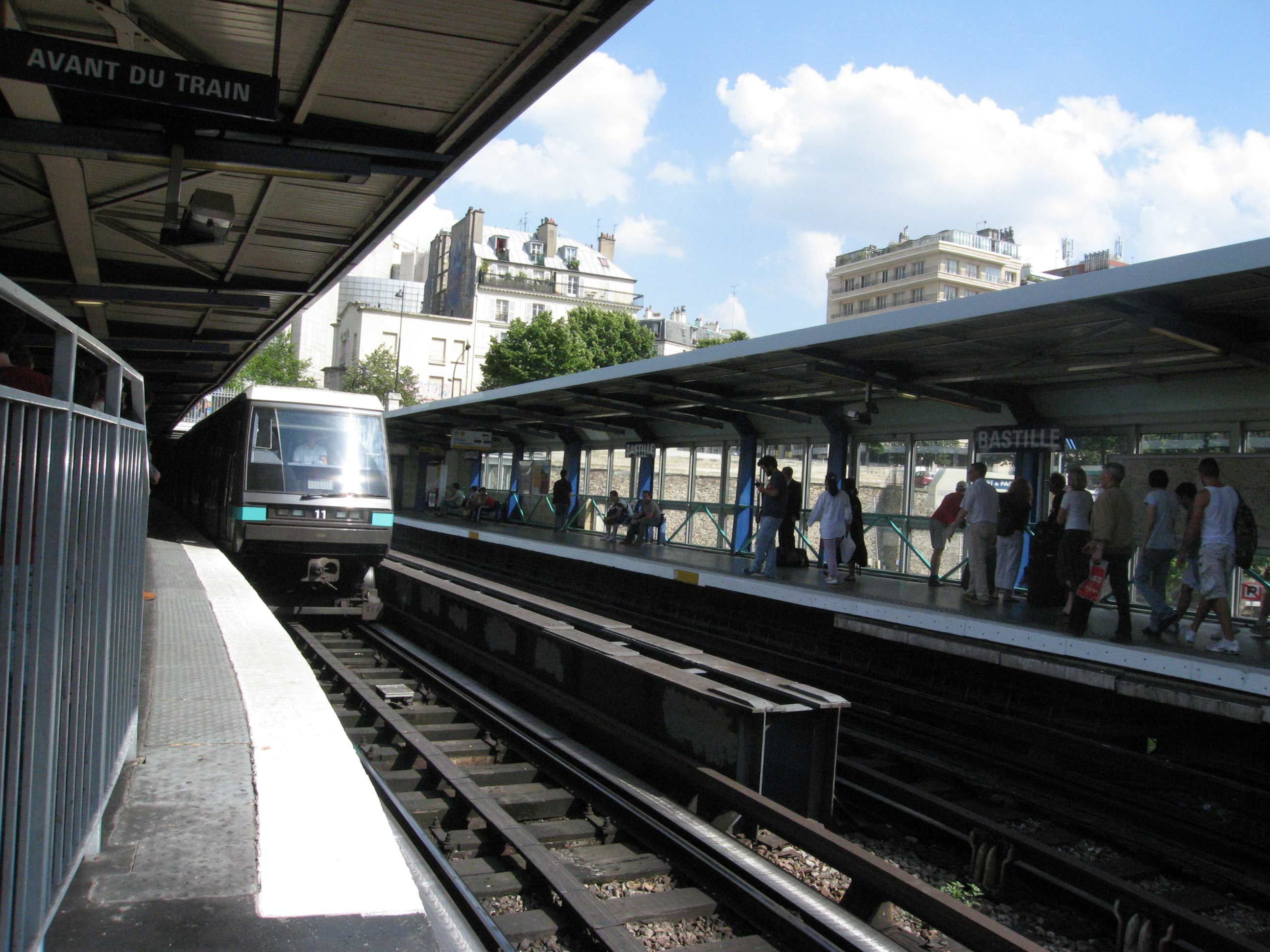
Um trem MP 89 na estação Bastille da linha 1, em 2006.
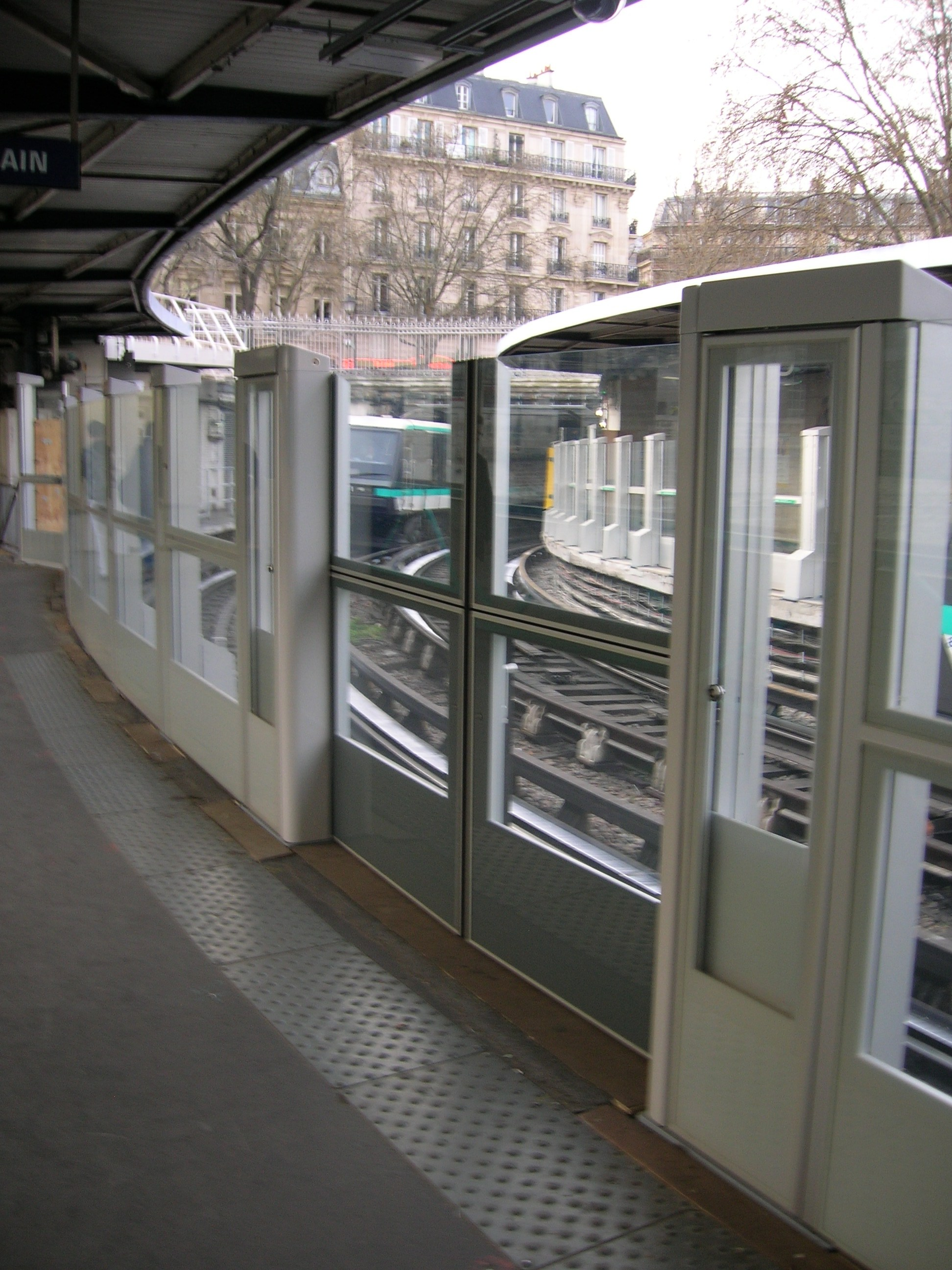
Início da instalação das portas de plataforma na linha 1, final de março de 2011.
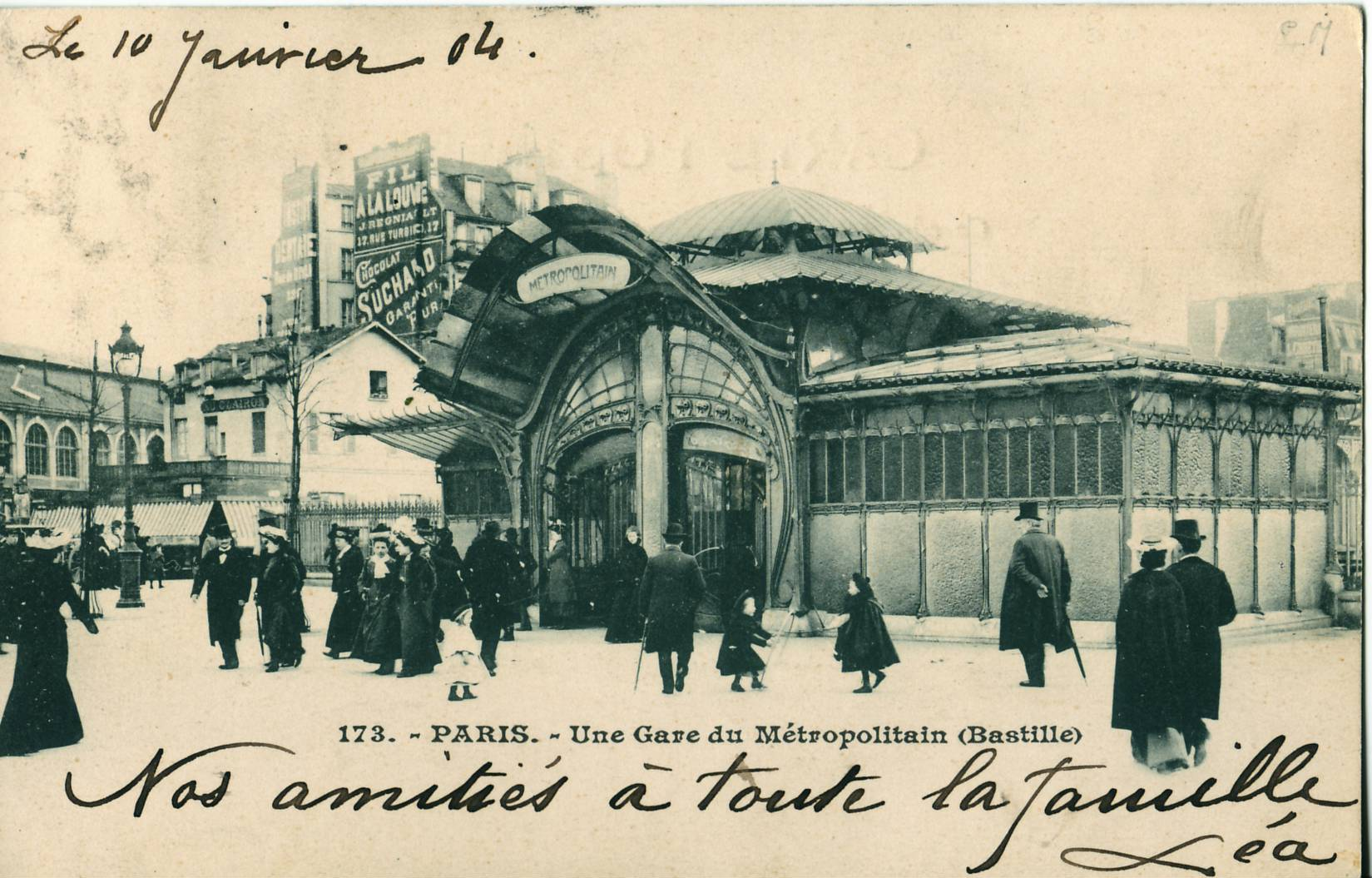
A edícula Guimard da estação Bastille, no começo do século XX.
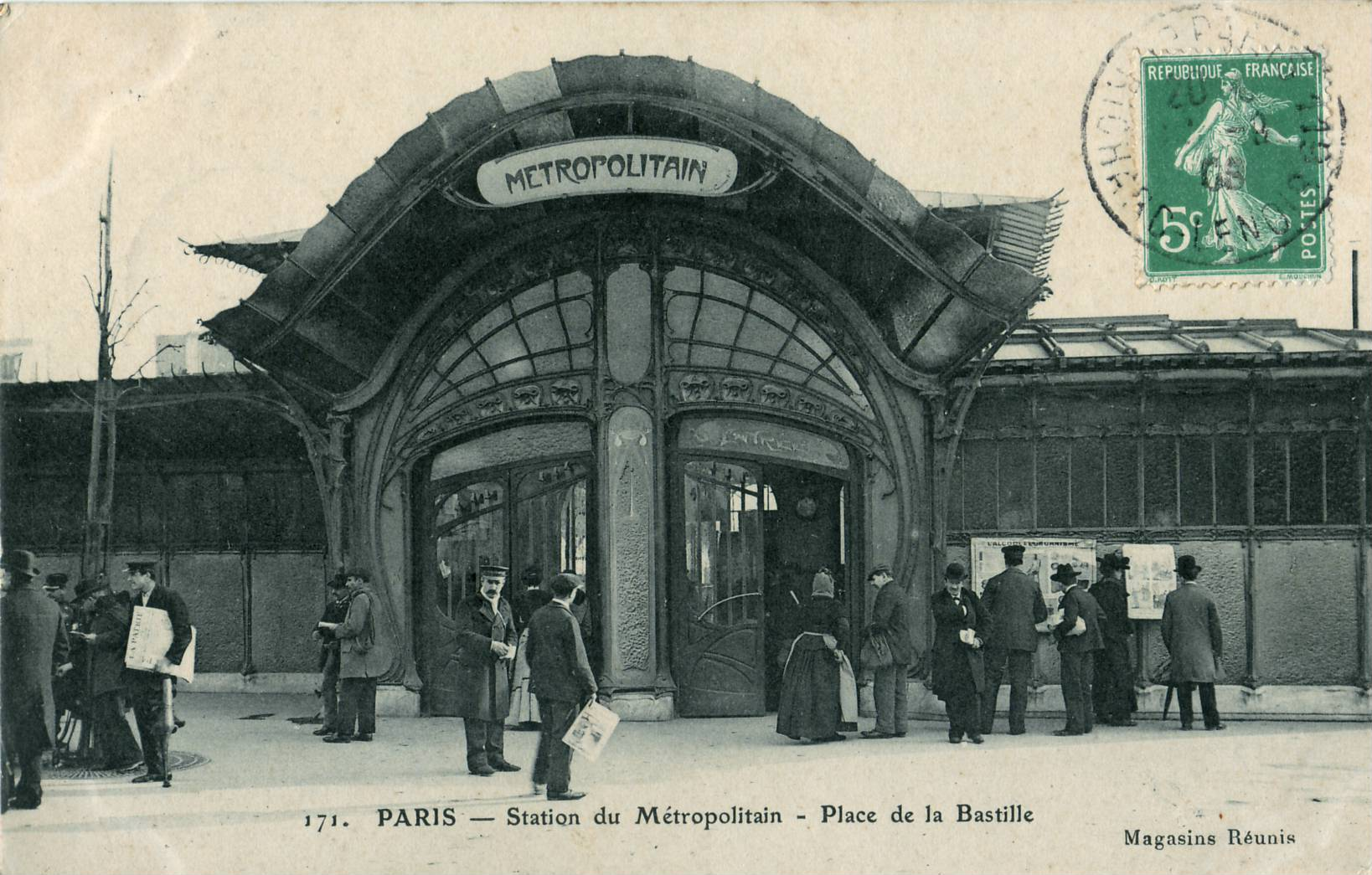
Close-up na edícula Guimard.
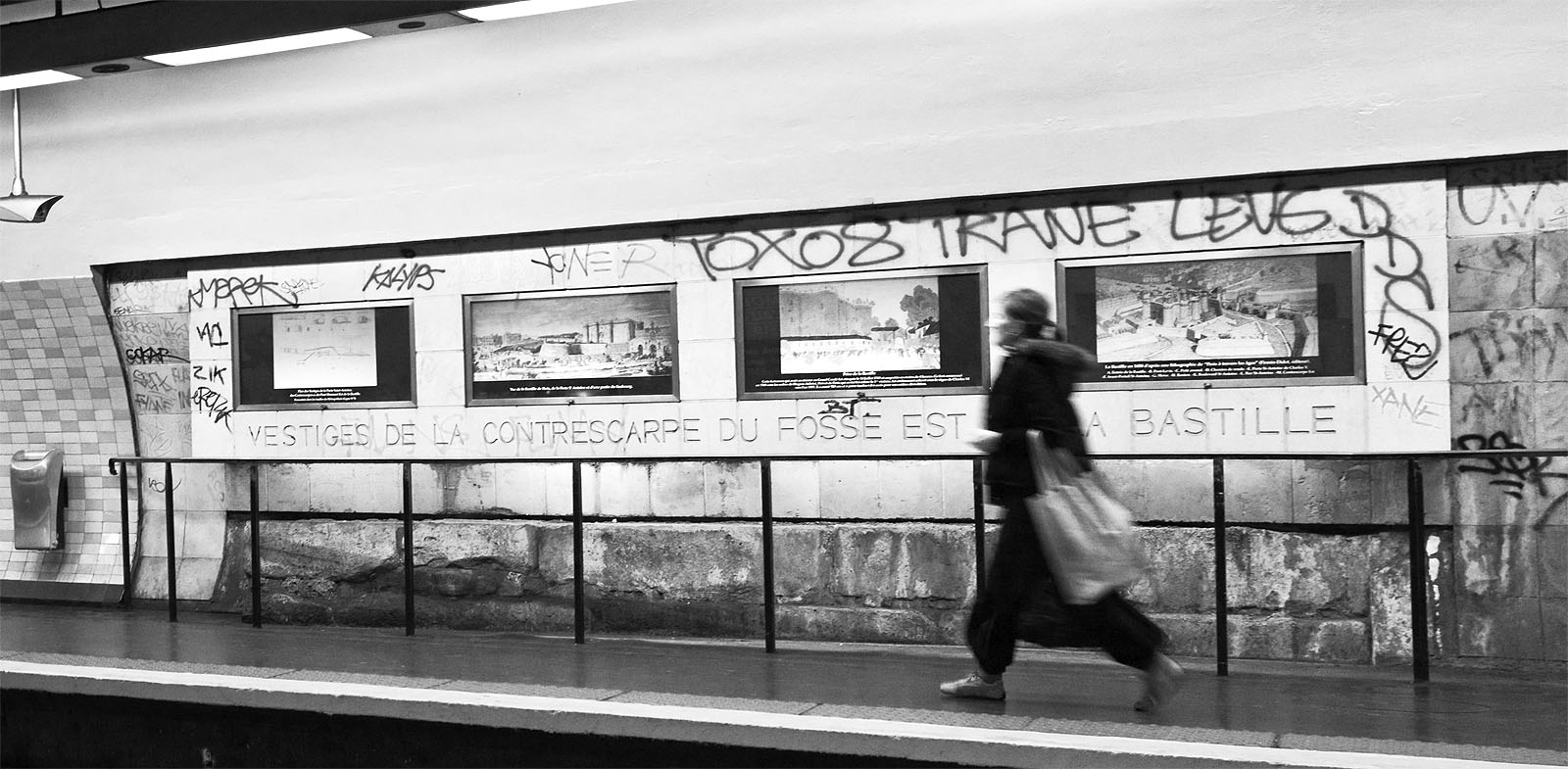
Vestígios da contraescarpa da fossa leste da Bastilha, linha 5.
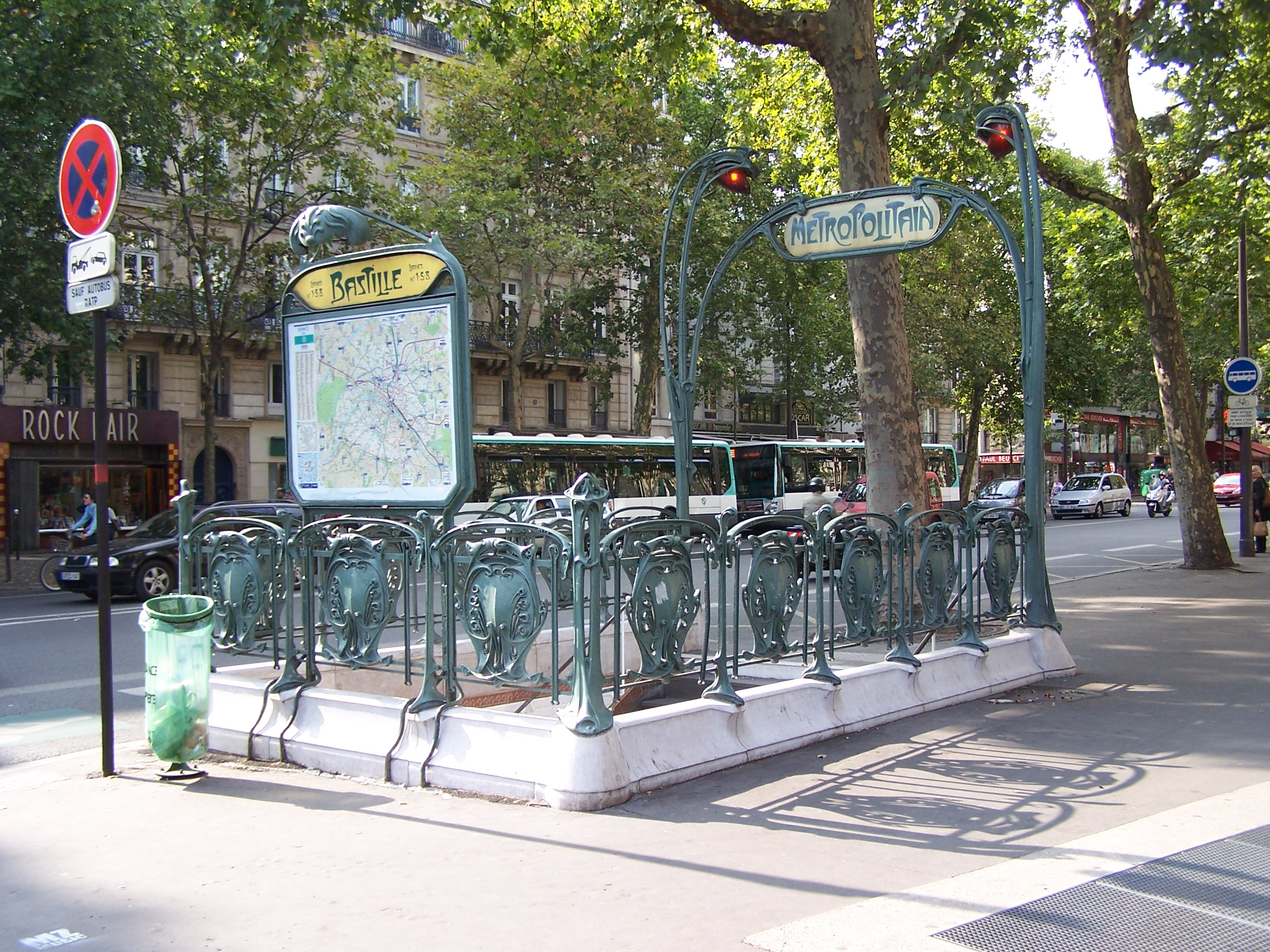
Edícula Guimard, boulevard Beaumarchais.
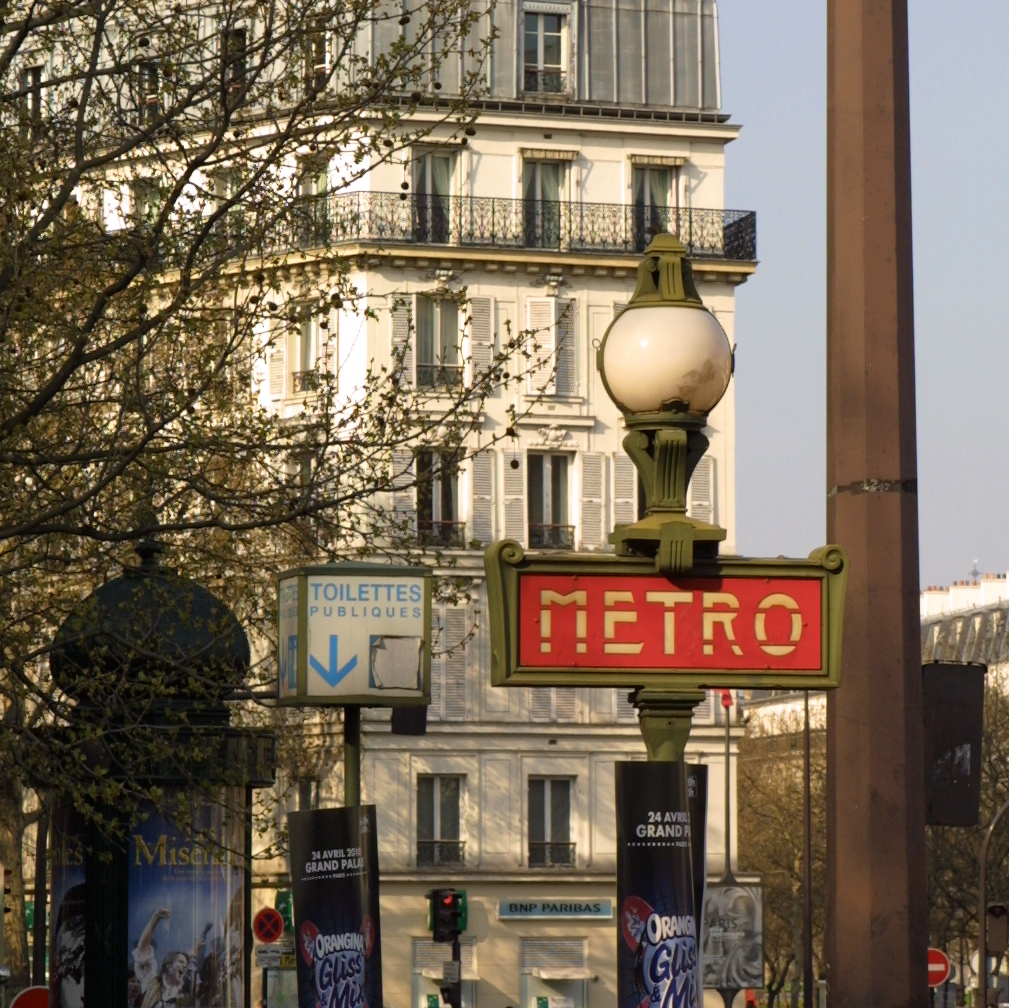
Estação de metrô Bastille.